# Lars Arnesson
Lars Arne Emanuel „Laban“ Arnesson (* 20. Februar 1936 in Sandviken; † 1. Oktober 2023 in Sollentuna) war ein schwedischer Fußballspieler und -trainer.

## Laufbahn
Arnesson spielte in den 1960er Jahren für Djurgårdens IF. Mit dem Verein wurde er 1964 schwedischer Meister.
Arnesson trainierte nach Ende seiner Karriere unter anderem Skellefteå AIK. Ende der 1970er Jahre war er mit Östers IF sehr erfolgreich, ehe er 1980 als Nachfolger von Georg 'Åby' Ericson schwedischer Nationaltrainer wurde. Nach der verpassten Qualifikation zur Weltmeisterschaft 1986 in Mexiko übergab er den Trainerposten an Olle Nordin, blieb bis zu seiner Pensionierung aber weiterhin für den schwedischen Fußballverband tätig.